# Charlottenberg
För andra betydelser, se Charlottenberg (olika betydelser).
Charlottenberg är en tätort i västra Värmland samt centralort i Eda kommun, Värmlands län. Charlottenberg ligger 6 kilometer från gränsen till Norge. Charlottenberg har också en järnvägsstation som ligger vid Värmlandsbanan. Tätorten är starkt präglad av den svensk-norska gränshandeln.
En bit utanför Charlottenberg ligger Charlottenbergs shoppingcenter.

## Historia

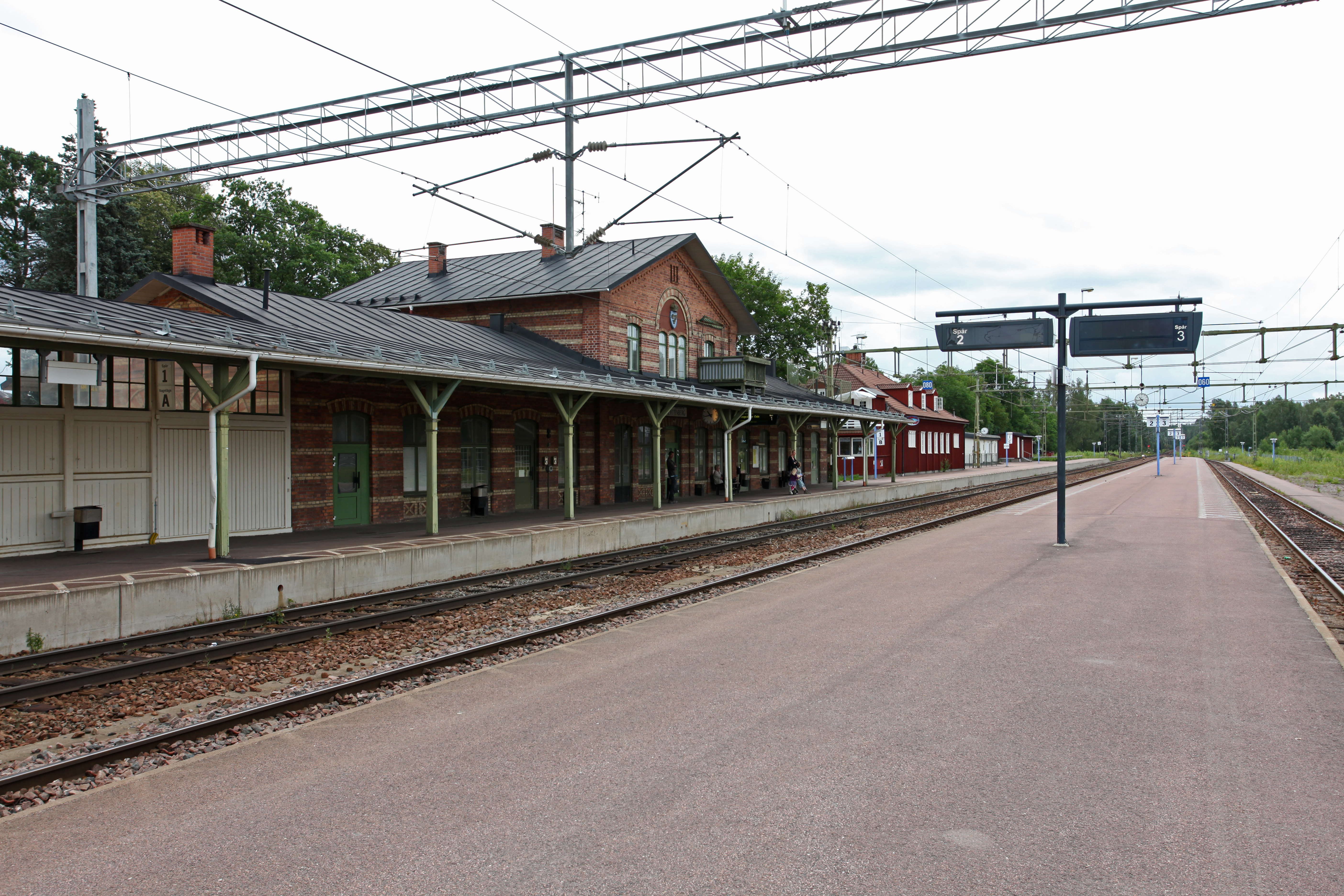
Charlottenberg station, invigd 1865.

Namnet kommer från Charlotta Larsson (född Berg), hustru till Lars Daniel Larsson, grundaren av järnbruket Morastforsen 1827 senare kallat Charlottenbergs bruk.
Charlottenberg är belägen i Eda socken och ingick efter kommunreformen 1862 i Eda landskommun. I landskommunen inrättades för orten 2 februari 1902 Charlottenbergs municipalsamhälle, vilket upplöstes 31 december 1961.

## Samhället
Värmlands enskilda bank öppnade ett kontor i Charlottenberg hösten 1906. Banken uppgick sedermera i Nordea som lade ner kontoret den 31 maj 2016. Westra Wermlands Sparbank har alltjämt kontor i Charlottenberg.

## Demografi
| Befolkningsutvecklingen i Charlottenberg 1960–2020 | Befolkningsutvecklingen i Charlottenberg 1960–2020 | Befolkningsutvecklingen i Charlottenberg 1960–2020 | Befolkningsutvecklingen i Charlottenberg 1960–2020 | Befolkningsutvecklingen i Charlottenberg 1960–2020 |
| -------------------------------------------------- | -------------------------------------------------- | -------------------------------------------------- | -------------------------------------------------- | -------------------------------------------------- |
|                                                    |                                                    |                                                    |                                                    |                                                    |
| År                                                 |                                                    |                                                    | Folkmängd                                          | Areal (ha)                                         |
| 1960                                               | 1960                                               |                                                    | 1 680                                              |                                                    |
| 1965                                               | 1965                                               |                                                    | 1 767                                              |                                                    |
| 1970                                               | 1970                                               |                                                    | 1 942                                              |                                                    |
| 1975                                               | 1975                                               |                                                    | 2 077                                              |                                                    |
| 1980                                               | 1980                                               |                                                    | 2 062                                              |                                                    |
| 1990                                               | 1990                                               |                                                    | 2 273                                              | 246                                                |
| 1995                                               | 1995                                               |                                                    | 2 099                                              | 247                                                |
| 2000                                               | 2000                                               |                                                    | 1 994                                              | 252                                                |
| 2005                                               | 2005                                               |                                                    | 2 048                                              | 252                                                |
| 2010                                               | 2010                                               |                                                    | 2 215                                              | 259                                                |
| 2015                                               | 2015                                               |                                                    | 2 368                                              | 276                                                |
| 2020                                               | 2020                                               |                                                    | 2 523                                              | 309                                                |
|                                                    |                                                    |                                                    |                                                    |                                                    |

## Kända personer från Charlottenberg
- Pontus Tidemand
- Marcus Nilsson